# Microsoft Forefront
Microsoft Forefront – linia produktów umożliwiających zabezpieczenie aplikacji sprzedawanych przez firmę Microsoft. Forefront zapewnia ochronę klienckich systemów operacyjnych oraz serwerów sieciowych (takich jak Microsoft Exchange Server i Microsoft SharePoint Server).

## Komponenty
W skład linii Forefront wchodzą następujące produkty:
ochrona klientów
- Microsoft Forefront Client Security – oprogramowanie antywirusowe przeznaczone do ochrony komputerów stacjonarnych i laptopów, jak również serwerowych systemów operacyjnych

ochrona serwerów
- Microsoft Forefront Security for Exchange Server
- Microsoft Forefront Online Protection for Exchange
- Microsoft Forefront Security for SharePoint
- Microsoft Forefront Security for Microsoft Office Communications Server (oficjalnie Antigen for Instant Messaging)

zabezpieczenia sieci
- Microsoft Intelligent Application Gateway
- Microsoft Forefront Threat Management Server (następca Internet Security and Acceleration Server)

zarządzanie bezpieczeństwem
- Microsoft Forefront Server Security Management Console (FSSMC)
- Microsoft Forefront Identity Manager